# 僕は君のために蝶になる
『僕は君のために蝶になる』（原題：蝴蝶飛、Linger）は2008年の香港映画。

## 概要
香港映画の鬼才であるジョニー・トー監督が、1996年公開の香港映画『ラヴソング』の脚本を手がけたアイヴィ・ホーを迎えて贈るラブストーリー作品。主演は、今作品で映画デビューとなったヴィック・チョウと、2008年公開のアメリカ映画『ドラゴン・キングダム』のリー・ビンビン。

## ストーリー
大学生のエンジャ（リー・ビンビン）は、学校中の憧れの的であるアトン（ヴィック・チョウ）を密かに思い続けていた。だが、アトンにはミス・キャンパスにも選ばれた恋人がおり、なかなか思いを告げる事が出来ない反動から、逆にアトンに対して無愛想な態度で接するようになる。そんな日々が続くうちに、今まで周囲にいないタイプのエンジャに次第に惹かれ始めたアトンは、やがて恋人としてエンジャを選び、二人は付き合うようになるが……。

## キャスト
| 役名             | 俳優             | 日本語吹替 |
| ---------------- | ---------------- | ---------- |
| アトン           | ヴィック・チョウ | 高橋広樹   |
| エンジャ         | リー・ビンビン   | 小松由佳   |
| アトンの父       | ヨウ・ヨン       | 佐藤祐四   |
| チェン弁護士     | マギー・シュウ   | 田村聖子   |
| エンジャの父     | ラム・シュー     | 石住昭彦   |
| エンジャの主治医 | ロイ・チョン     |            |
| シュー           | ウォン・ヤウナン |            |

## スタッフ
- 監督：ジョニー・トー
- 脚本：アイヴィ・ホー
- 製作：ミルキーウェイ・イメージ／サンドリーム・モーション・ピクチャーズ

## ソフトウェア

### CD
販売元はOcean Butterflies
- 「僕は君のために蝶になる: 蝴蝶飛」（2008年1月18日）

### DVD
販売元はジェネオン エンタテインメント
- 「僕は君のために蝶になる デラックス版」（2009年3月25日）